# Scyllarocuma mclaughlinae
Scyllarocuma mclaughlinae is een zeekommasoort uit de familie van de Bodotriidae. De wetenschappelijke naam van de soort is voor het eerst geldig gepubliceerd in 2006 door Corbera.